# Pumi (razza canina)
Il Pumi è una razza canina ungherese riconosciuta dalla FCI (standard n. 56, gruppo 1, sezione 1).

## Storia
Il Pumi, è la razza riconosciuta più di recente fra i Pastori Ungheresi. Questa razza discende dall'incrocio di un Puli con altre antiche razze di cani da Pastore Tedesco e Francesi, nonché Terrier, le quali come caratteristica avevano tutte le orecchie erette. In Ungheria la razza è molto apprezzata come cane da pastore per la conduzione di greggi e di bestiame.  Nelle esposizioni canine, nonostante la sua popolarità in Ungheria e nei paesi nordici, è ancora poco rappresentato nel resto del mondo, ma si sta facendo valere ed apprezzare nelle competizioni di agility per la sua prontezza di riflessi e affidabilità. Dotato di eccezionali qualità estetiche (assomiglia ad un Koala) e caratteriali, quali la versatilità, il temperamento vivace e la predisposizione all'apprendimento, conserva intatto ancora l'istinto alla pastorizia, che garantisce l'equilibrio psichico del cane. 
È stata riconosciuta come razza indipendente all'inizio del XX secolo e, distinto dal “Puli”,  allevato come razza a sé stante.

## Descrizione
La coda ha attaccatura alta, integra e viene portata arrotolata sulla schiena formando un piccolo anello con il pelo lungo. Può essere di vari colori: molto comuni sono il grigio in tutte le sue sfumature, il nero, il bianco e il fulvo, ma in ogni caso deve sempre essere monocolore. Il pelo è riccio di lunghezza media, diviso in piccole ciocche; non è mai infeltrito e non va in muta. Non necessita di particolari cure, se non un bagno mensile con relativa spazzolata e sforbiciata. Gli occhi sono un po' obliqui, di colore bruno scuro. Le palpebre si chiudono ermeticamente. La forma della testa è caratterizzata dal muso allungato. L'occipite convesso è un po' stretto. La fronte è un po' convessa e lunga. Lo sviluppo delle arcate sopraccigliari è moderato. La linea dello stop è moderata e lo stesso stop appena accennato. La canna nasale è diritta. Il muso allungato e leggermente appuntito. Labbra tese. Orecchie semi-erette, piega infatti in avanti solo il terzo superiore.

## Carattere
Ha un temperamento vivace. È audace ed equilibrato;  viene impiegato ancora per radunare il grosso bestiame e le greggi e non ha perso durante la selezione il suo istinto alla pastorizia. Ha l'olfatto molto sviluppato e può rivelarsi anche un valido cane da guardia data la sua attitudine alla vigilanza. È usato anche come cane da compagnia, per ricerca su macerie, agility e pet-therapy. La razza è tenuta ancora oggi in gran conto dai pastori ungheresi perché è sempre attivo e pronto a lavorare. Un comportamento timido o flenmmatico non è tipico della razza.

## Consigli
È un cane da pastore. Essendo di taglia contenuta, può adattarsi facilmente alla vita di appartamento, necessita comunque di passeggiate e corse quotidiane. Ama vivere a contatto con la sua famiglia, necessita di una buona socializzazione e di una vita attiva e giocosa.

## Caratteristiche
| Adatto per           | Non adatto per               |
| -------------------- | ---------------------------- |
| agility dog          | difesa                       |
| pet-therapy          | sedentari, pigri, pantofolai |
| herding              |                              |
| sport con il padrone |                              |
| fly dog              |                              |
| obedience            |                              |
| free style           |                              |
| heelwork to music    |                              |